# Licence de documentation libre GNU
GFDL
Pour les articles homonymes, voir FDL.

Logo (stylisé) de la GFDL.

La licence de documentation libre GNU (en anglais : GNU Free Documentation License, abrégé en GFDL) est une licence relevant du droit d'auteur produite par la Free Software Foundation. Elle a pour but de protéger la diffusion de contenu libre et peut être utilisée par chacun afin de déterminer le mode de diffusion de son œuvre.

## Caractéristiques
L'objet de cette licence est de rendre tout support (manuel, livre ou autre document écrit) « libre » au sens de la liberté d'utilisation, à savoir : assurer à chacun la liberté effective de le copier ou de le redistribuer, avec ou sans modifications, commercialement ou non.
Cette licence est fondée sur le même principe que copyleft et la licence publique générale GNU (GNU General Public License, abrégé en GNU GPL ou simplement GPL) utilisés par un grand nombre de logiciels libres. La GFDL a été notamment conçue pour couvrir la documentation accompagnant les logiciels libres.
La GFDL, comme la GPL, autorise chacun à redistribuer une œuvre qu'elle protège à condition que cela soit fait sous des termes identiques. La GFDL prévoit des possibilités de restrictions de la liberté de modification de l'œuvre couverte. Pour cette raison, les œuvres sous GFDL ne sont pas toutes considérées comme libres, notamment par les membres du projet Debian (importante distribution GNU/Linux).

## Compatibilité

### Incompatibilité entre GPL et GFDL
La GFDL est incompatible dans les deux sens avec la GPL, ce qui signifie que des documents distribués sous une GFDL ne peuvent pas être insérés dans un programme informatique placé sous une licence GPL, et que des programmes distribués sous une licence GPL ne peuvent pas être insérés dans des documents distribués sous GFDL. Pour surmonter cette incompatibilité, certains extraits de programmes informatiques sont distribués sous une double licence (GPL et GFDL, ou CeCILL et GFDL, ou LGPL et GFDL, car CeCILL et LGPL sont totalement compatibles avec la GPL), de telle sorte qu'ils puissent apparaître dans la documentation.

### Incompatibilité entre GFDL et CC-BY-SA
Bien que les deux licences soient très proches, la GFDL n’est pas compatible avec CC-BY-SA (Creative Commons - paternité - partage à l'identique). Cependant, le paragraphe 11 de la version 1.3 de la GFDL a permis la migration depuis la GFDL 1.3 vers CC-BY-SA 3.0 sous certaines conditions :
- Elle ne concerne que les sites collaboratifs massivement multi-auteur (Massive Multiauthor Collaboration Site, MMC), dont les wikis sont le meilleur exemple.
- De plus, la possibilité d’effectuer la transition est temporaire et limitée dans le temps, elle ne concerne que les éléments sous GFDL avant le 1er novembre 2008 et la possibilité de changement a expiré le 1er août 2009[4].

## Critique
La GFDL a essuyé plusieurs critiques, notamment de la part du projet Debian. Elles portent, entre autres, sur l’invariant section, le fait de devoir imprimer le texte de la licence, etc.